# Vlad II Dracul
Vlad II, detto Dracul (il drago) (Valacchia, novembre 1392 – Bălțeni, 1447), è stato voivoda (principe) di Valacchia dal 1436 al 1442 e dal 1443 al 1447.

## Biografia
Primo membro della stirpe dei Drăculești che da lui prese il nome, Vlad II, conosciuto come Vlad Dracul ("Vlad il Drago"), era figlio di Mircea il Vecchio e fu padre di altri quattro voivoda di Valacchia: Mircea II, Vlad Țepeș ("Vlad l'Impalatore"), Radu III cel Frumos ("Radu il bello") e Vlad Călugărul ("Vlad il Monaco").

### Vlad "il Dracu"
I dati relativi alla vita di Dracul sono scarsi almeno fino all'8 febbraio 1431, quando, a Norimberga, Vlad ottenne il soprannome "Drago" per essersi unito alla confraternita nota come Ordine del Drago che l'imperatore Sigismondo aveva rimesso in auge per contrastare l'eresia hussita.
Vlad era quasi certamente entrato a far parte della corte itinerante dell'imperatore Sigismondo al tempo in cui suo padre Mircea aveva negoziato alleanza con l'Impero contro la minaccia dei turchi del sultano Bayezid I. Inviato presso Sigismondo quale ostaggio quando ancora era in tenera età, Vlad si convertì quasi certamente al cattolicesimo (dato questo confermato anche dalla sua adesione all'ordo draconis).
Nel 1431, Sigismondo aveva riconosciuto a Vlad il titolo di voivoda di Valacchia: il voivoda Dan II, precedente favorito dell'imperatore ed appartenente alla stirpe rivale dei Dănești, era morto combattendo contro i turchi, così Sigismondo si era deciso ad appoggiare le pretese di Vlad sul trono valacco. Il sultano Murad II aveva però anticipato l'imperatore, mettendo sul trono Aldea, altro figlio illegittimo di Mircea il Vecchio, che prese il potere come Alexandru I Aldea. Vlad divenne allora il capitano di Sigismondo preposto alla difesa dei confini meridionali del regno ungherese: si stabilì in Transilvania, presso la città di Sighișoara, e ricevette in appannaggio il controllo sulla zecca locale.
Deciso a prendere per sé il trono di suo padre, Vlad aveva passato un intero decennio a complottare. Nel 1423 aveva cercato l'aiuto di Ladislao II di Polonia, cosa che aveva notevolmente compromesso i suoi rapporti con Sigismondo. Rientrato nelle grazie di Sigismondo, il Drăculești aveva sfruttato il suo rango di ambasciatore presso la corte dei Paleologi a Costantinopoli per cercare l'appoggio dei bizantini in Valacchia. Alla fine, Vlad aveva risolto di affidarsi unicamente a Sigismondo, cosa questa che spiegherebbe il perché della sua adesione alla confraternita dei "Draghi".
La sudditanza di Aldea nei confronti del sultano durò poco. Già nel 1432, il voivoda valacco tradì Murad e, in accordo con gli ungheresi, sgominò il corpo d'invasione turco diretto verso la Moldavia (22 giugno) mentre i Cavalieri Teutonici chiudevano la ritirata al nemico. In quest'occasione, Vlad II fu quasi certamente obbligato a combattere al fianco del fratellastro.

### Le lotte per il controllo della Valacchia
Nel 1436 Alexandru I Aldea morì per cause naturali. Vlad rientrò in patria dall'esilio e, fidando nell'appoggio di Sigismondo, prese per sé il trono di Valacchia. Stabilita la sua corte a Târgoviște, presso il palazzo fatto costruire da suo padre (Curtea Domnească), Dracul richiamò presso di sé i figli, Mircea e Vlad, e prese come nuova moglie la vedova di Aldea, Marina, una principessa dei Mușatini di Moldavia.
Nel 1437 l'imperatore Sigismondo morì. Privo del potente alleato, il voivoda Dracul entrò rapidamente in contrasto con il suo pericoloso vicino, il principe di Transilvania Giovanni Hunyadi, egli stesso membro dell'Ordine del Drago ed a suo tempo compagno di lotta di Vlad contro gli hussiti. Bisognoso di alleati contro il suo vecchio "amico", intenzionato a riportare la Valacchia sotto il controllo dell'Ungheria, Dracul finì per l'allearsi con il sultano turco Murad II. Per alcuni anni, Vlad riuscì a barcamenarsi tra i principi cristiani e la potenza ottomana: permetteva il libero passaggio dei raid turchi diretti contro le terre di Hunyadi senza mai entrare in aperto conflitto con il "Cavaliere Bianco" di Transilvania. Nel 1441 lo stesso Hunyadi raggiunse Târgoviște per una visita ufficiale, onde saggiare le intenzioni di Vlad II nei confronti del nuovo re d'Ungheria, il giovane Ladislao, promessa della riscossa cristiana contro i turchi.
La situazione precipitò nel 1442. Le vittoriose campagne di Hunyadi misero in allerta il sultano Murad che decise di rafforzare la sua posizione in Valacchia. Vlad II venne amichevolmente convocato dal sultano ad Adrianopoli ma ivi giunto venne tradito ed imprigionato a Gallipoli. Il giovane Mircea, rimasto solo alla guida del regno paterno, venne rapidamente sostituito da Hunyadi con Basarab II, figlio di Dan II.
L'imprevisto attacco transilvano sbloccò le tensioni tra il sultano e Vlad. Murad mise Dracul a capo di un contingente ottomano con il quale il voivoda scacciò Basarab e riprese per sé il trono (1443). L'aiuto di Murad costò però caro a Dracul: oltre ad un tributo annuale di 10.000 ducati, il Drăculești dovette garantire il Devșirme ed inviare al sultano il suo erede in ostaggio. Deciso a salvare il primogenito Mircea, Vlad II consegnò agli ottomani i giovani Vlad e Radu.
Nell'ottobre 1444 Vlad Dracul si portò a Nicopoli. Ladislao III di Polonia aveva deciso di guidare la crociata bandita da Papa Eugenio IV contro i turchi nel 1440. A capo dell'esercito cristiano venne messo Hunyadi che costrinse Dracul, secondo il suo voto all'Ordine del Drago, a presenziare alla campagna. Vlad, a quanto sembra dispensato dal suo giuramento dal papa, cercò di dissuadere i suoi compagni da un attacco contro le forze del sultano. Inascoltato, il voivoda si ritirò in Valacchia lasciando al campo crociato, secondo gli accordi presi con il papa, suo figlio Mircea ed una forza di circa 4.000 cavalieri.
Dopo il disastro di Varna, Vlad II si vendicò di Hunyadi, catturandolo mentre fuggiva attraverso la Valacchia. Il Cavaliere Bianco venne liberato dietro pagamento di un riscatto da parte della nobiltà ungherese dopo aver rischiato di essere assassinato da Dracul che lo riteneva responsabile del destino dei suoi figli prigionieri dei turchi, da lui dati ormai per spacciati.
Nel 1445 Vlad Dracul riprese a barcamenarsi tra ungheresi e turchi. Formalmente alleato di Murad, il voivoda permise però che Mircea guidasse una spedizione in supporto alla flotta dei crociati borgognoni di Waleran de Wavrin (zio del cronista Jean de Wavrin). La preziosa fortezza di Giurgiu venne strappata agli ottomani e Mircea, per ordine di Dracul, trucidò a tradimento i turchi catturati tra i quali si trovava il funzionario che aveva tradito Vlad ad Adrianopoli. I crociati cinsero poi infruttuosamente d'assedio Nicopoli ma, raggiunti da Hunyadi, desistettero dallo sbarcare sulla riva turca e chiusero le operazioni.
Nel 1446, mentre Murad diventava sempre più forte a discapito dei Bizantini, Dracul siglò un nuovo trattato di pace con i turchi. Hunyadi diveniva nel frattempo reggente d'Ungheria per conto di re Ladislao V. La svalutazione monetaria del denier ungherese, altamente penalizzante per la prospera economia valacca, complicò a questo punto ulteriormente i rapporti tra Dracul ed il Cavaliere Bianco, provocando infatti misure protezionistiche del voivoda ai danni dei mercanti Sassoni di Brașov e Sibiu protetti dagli ungheresi.
Nel giugno/luglio 1447 il principe Vladislav II, altro figlio di Dan II, tentò di strappare il trono a Dracul. Nel novembre successivo, fu Hunyadi, stanco dei doppi giochi di Dracul, a muovere un attacco risolutivo; entro dicembre, le armate di Vlad II furono sconfitte. Il voivoda fuggì mentre Mircea II venne consegnato ad Hunyadi dai boiari valacchi di Târgoviște, che lo avevano tradito per ingraziarsi il sovrano ungherese. Mircea venne torturato, accecato e sepolto vivo.
Vlad II fu assassinato poco dopo il figlio: uomini dei Dănești alleatisi a Hunyadi lo catturarono nelle paludi di Bălțeni (presso Bucarest) e lo decapitarono. Morto il Diavolo, il Cavaliere Bianco pose sul trono di Valacchia Vladislav II di Valacchia che anni dopo, secondo la leggenda, fu ucciso in duello dal figlio di Dracul, Vlad l'Impalatore.